# Dscheitun
Koordinaten: 38° 6′ 11,8″ N, 58° 12′ 26,6″ O
Dscheitun (turkmenisch Jeitun; auch Djeitun) ist ein archäologischer Fundplatz der Jungsteinzeit im südlichen Turkmenistan, etwa 30 Kilometer nordwestlich von Aşgabat im Kopet-Dag-Gebirge. Die Tell-Siedlung war von ca. 6000 bis 5500/5400 v. Chr. belegt, möglicherweise mit kurzzeitigen Unterbrechungen. Sie gilt als Ausgangspunkt einer nach der Fundstätte benannten archäologischen Kultur, wobei diskutiert wird, ob dieser nicht im Nordosten des Irans lag.
Dscheitun wurde von Alexander Maruschchenko entdeckt und seit den 1950er Jahren von Boris Alexejewitsch Kuftin und Wadim Michailowitsch Masson ausgegraben.

## Siedlung und Funde
Die in sechs Grabungskampagnen der Jahre 1989 bis 1994 vollständig ausgegrabene Siedlung, die etwa 600 Jahre existierte, bestand in ihrer späten Phase aus etwa 30 Häusern die aus sonnengetrockneten Lehmziegeln errichtet waren. Sie dürften etwa 150 bis 200 Personen Platz geboten haben. Die Häuser werden als Heimstätten einzelner Familien gedeutet, so dass ihre Zahl derjenigen von Familien entsprach.
Funde wie steinerne Handmühlen, dekorierte Keramik und Steinwerkzeuge zusammen mit Abdrücken von Einkorn- und Gerstenkörnern in den Lehmziegeln lassen vermuten, dass die Bewohner bereits Getreide kultivierten, wodurch der Fundplatz den ältesten Beleg für Ackerbau in Zentralasien darstellen dürfte. Tierknochenfunde weisen auf eine bereits erfolgte Domestikation von Schaf und Ziege hin, solche von Wildtieren auf eine ergänzende Jagdtätigkeit.
Die Untersuchungsergebnisse von David R. Harris zeigen, dass keine der Wildformen von Einkorn oder Gerste, die für eine lokale Domestikation hätten genutzt werden können, in dieser Region vorhanden waren. Gleiches gilt für das Schaf. Die Wildform der Ziege (Capra aegagrus) hingegen war auch in Zentralasien verbreitet und könnte demnach vor Ort domestiziert worden sein. Die in Dscheitun angepflanzte Einkornsorte ist wahrscheinlich verschwunden.

## Einordnung
Das Fehlen von Wildformen zusammen mit Ähnlichkeiten verschiedener Artefakttypen wie Tonfigurinen, Keramik und kleinen Steinäxten mit solchen von jungsteinzeitlichen Fundplätzen im Zāgros-Gebirge (Jarmo, Tepe Guran, Tepe Sarab) könnte bedeuten, dass die ackerbautreibende Lebensweise durch Wanderungsbewegungen jungsteinzeitlicher Menschen über das Zāgros-Gebirge aus der Levante nach Zentralasien gelangt ist, eine Deutung, die die Ausgräber präferierten. Möglich blieb aber, dass bereits ansässige mesolithische Jäger und Sammler die neue Lebensweise übernommen haben. Zunächst ließ sich zeigen, dass Siedlungen im Nordostiran in ihrer materiellen Kultur große Ähnlichkeiten mit Dscheitun aufwiesen, was sich für Yarim Tepe, Tureng and Sang-i Chakmak nachweisen ließ. Allerdings bestand weiter westwärts eine räumliche Lücke von etwa 400 km, und erst in Sialk weisen die untersten Schichten wieder Ähnlichkeiten mit Dscheitun auf.
Die angenommene Wanderungsbewegung fand hauptsächlich von West nach Ost statt. Diese ging vermutlich mit klimatischen Veränderungen einher, aber auch der Verbesserung von Bewässerungstechniken. Dabei wurde Anfang der 1980er Jahre angenommen, dass Triticum aestivum oder Weichweizen, also Brotgetreide, aus einer Hybridform aus Aegilops squarrosa und Triticum boeticum hervorgegangen wäre. Diese Getreideart erschien erst deutlich später in Westasien, so dass die Forschung annahm, dass diese Sorte in Zentralasien domestiziert worden wäre. Zwar wurde diese, wohl aufgrund noch unentwickelter Methodik, in Dscheitun nicht nachgewiesen, doch an Fundstätten, die dieser Kultur angehörten, wie etwa Chagylly-depe, konnte sie nachgewiesen werden.